# レヴュー (演芸)
レヴュー（revue）は大衆娯楽演芸のことである。装置・衣装・照明といった視覚的な要素に重点を置き、音楽、舞踏、寸劇、曲芸などの演目を展開する。元来、フランス語（revue, 発音はルヴュ）で批評・調査を意味し、その年の出来事について風刺的に描く歌や踊りなどを意味し、19世紀末頃から大いに流行した。
レヴューは、オペラやミュージカルに類似した形式で、音楽、舞踏、寸劇をひとつの演目として展開する。世の中における一般的なテーマを扱った楽しい出し物を揃え、ソロ・パフォーマンスとダンス・アンサンブルを交互に上演する。
レビュウと表記されることもある。

## 歴史
レヴューは主に19世紀から20世紀初頭にかけて繁栄を極めたが、1927年のトーキーの出現以後は、ミュージカル映画の進出で次第に衰退していき、キャバレーやナイトクラブのアトラクションとして演じられることが多くなった。

### ヨーロッパ
1900年のパリ万国博覧会をきっかけに国際的な色調が強まり、各国で盛んに行われるようになった。当時の代表的なダンサーとしてミスタンゲット、モーリス・シュバリエ、ジョセフィン・ベーカーなどがいる。イギリスではミュージックホールの発達と共にレヴューも発達し、1920年代には劇作家ノエル・カワードやアンドレ・シャルロ、チャールズ・コクランらの活躍によって、近代的演出法が取り入れられるなどした。
今日のレヴュー・ジャンルではさまざまな芸術的表現が試みられており、なかでもLido、Moulin Rouge、Friedrichstadt-Palast Berlinなどの伝統的な演芸場やラスベガスのShowsでは素晴らしいレヴューを観賞することができる。

### アメリカ
アメリカでは19世紀末にイギリスから輸入された形態が次第にアメリカ化し、後のミュージカルの母体となった。この時代を代表するのがレヴュー王と称されたフローレンツ・ジーグフェルドなどである。ジーグフェルドは"フォーリーズ"と銘打った豪華なレヴューを興行し、ウィル・ロジャースやエディ・カンターらが彼の下で名を上げた。ラスベガスなどのショー性の強いミュージカルにはレヴューの雰囲気が濃厚に残っている。

### 日本
日本では1913年に発足した宝塚少女歌劇団（現・宝塚歌劇団）がグランド・レヴュウの名のもとに歌や踊りを演じたのが最初である。宝塚少女歌劇団における、1927年の演目：『モン・パリ』の成功が庶民の娯楽としてのレヴューの人気を高めた。その後、東京・浅草でも軽演劇レヴュー劇団が数多く誕生。
映画館などでも盛んに上演されたが、1920年代後半にトーキー映画の上映が盛んになると次第に縮小した。
さらに 1930年、警視庁は風紀取締りのために通称「エロ取締規則」の通牒を発出、レヴューの脚本は警視庁の認可制となり衣装の露出具合や色、照明の当て方に至るまで演出面で厳しい制限を加えられることとなり規模の縮小に拍車がかかった。こうした規制は戦時色が強まる中で厳しくなっていった。戦後は興行としてストリップティーズに人気を奪われることとなったが、宝塚歌劇団・大阪松竹歌劇団（OSK）・松竹歌劇団（SKD）が大舞台の演劇として、それぞれに独自の発展を遂げていった。うち、宝塚歌劇団とOSKは今日でもレビューと銘打った公演を行っている。
1961年東京・赤坂に建ったミカドなどでは、レストランシアターの形式で内外の出演者により、フランス系のレヴューを行っていた。
1990年に開業したサンリオピューロランドでは、ハローキティなどの自社キャラクターを使用したレヴューショーを行い始めた。レビューの内容は宝塚歌劇団のスタッフによる監修を受けている。
2017年から川崎市麻生区のアルテリオ小劇場をホームグラウンドに、男性だけのレヴューユニット「10carats」を中心とするレヴュー公演が行われている。